# 米川直樹
米川 直樹（よねかわ なおき、1948年8月 - ）は、日本のスポーツ科学者である。三重大学教育学部教授。
専門は、スポーツ心理学、体育科教育学。

## 来歴
- 1973年、福島大学教育学部卒業
- 1977年、東京教育大学大学院体育学研究科修士課程修了
- 1979年、山口女子大学助手
- 1980年、皇學館大学文学部講師
- 1986年、皇學館大学文学部助教授
- 1990年、三重大学教育学部助教授
- 1992年、三重大学教育学部教授

## 著書
- 『卓球コーチ教本』（共著） 大修館書店、1995年
- 『選手とコーチのためのメンタルマネジメント・マニュアル』（共著） 大修館書店、1997年
- 『体育授業の心理学』（共著） 大修館書店、2002年